# Chris Coelen
Chris Coelen (nacido en 1968) es un productor y creador de programas de televisión en Estados Unidos. Es el responsable de la creación y producción de shows como Love Is Blind, The Ultimatum, Perfect Match y la adaptación estadounidense de Married at First Sight.
Coelen fundó Kinetic Content y actualmente se desempeña como su director ejecutivo. La compañía fue establecida en 2010 y ese mismo año fue adquirida por el grupo europeo de medios ProSiebenSat.1 Media. Más adelante, en julio de 2022, Kinetic fue comprada por North Road Company, liderada por Peter Chernin.

## Primeros años de vida
Chris Coelen nació en 1968 en New Brunswick, Nueva Jersey, y creció en Massachusetts dentro de una familia con una rica herencia multicultural. Su madre tenía raíces nativas americanas, su padre ascendencia holandesa e irlandesa, y sus hermanos eran de origen vietnamita y coreano.

## Carrera

### Fox Entertainment News
Durante sus años universitarios, Coelen aspiraba a convertirse en periodista y realizó una pasantía en Fox, en una división conocida como Fox Entertainment News, encargada de un noticiero diario centrado en la industria del entretenimiento. A los 21 años se mudó a Los Ángeles, donde Fox lo contrató como productor de noticias tras conseguir una destacada entrevista con Kelsey Grammer, quien en ese momento enfrentaba cargos relacionados con drogas.

### Agencia de Artes Escénicas
En 1992, Coelen se incorporó a la Agencia de Artes Escénicas, donde comenzó a representar a talentos televisivos. Su primer cliente fue un presentador de noticias matutinas en Myrtle Beach, Carolina del Sur. Con el tiempo, su cartera de representados creció e incluyó figuras como Martha Quinn, Rex Reed, Maty Monfort, Jane Wallace y Ryan Seacrest.

### United Talent Agency
En 1996, Coelen pasó a formar parte de United Talent Agency, donde se integró al equipo del departamento de talentos.
En 2001, coincidiendo con el auge del programa Survivor en Estados Unidos, Coelen fundó el Departamento de Contenido Alternativo dentro de la agencia y, más adelante, se convirtió en socio de la firma.
Durante su tiempo en UTA, Coelen representó a una amplia gama de productores destacados. Entre sus clientes se encontraban Stan Lee, presidente emérito de Marvel Comics; Michael Davies, productor de ¿Quién quiere ser millonario?; RJ Cutler, creador de American High; Thom Beers, de Monster Garage; y Craig Piligian, productor de Survivor. También trabajó con figuras como Cris Abrego, Mark Cronin, Joel Gallen (A Tribute to Heroes, MTV Movie Awards), Gay Rosenthal (Behind the Music), Bill Guttentag (Crimen y castigo), Andrew Glassman (The Wall), Stuart Krasnow (Weakest Link), así como con compañías como World of Wonder (RuPaul's Drag Race), Evolution Media (Real Housewives of Orange County) y la editora Judith Regan.
Coelen, al haber estado expuesto a programas de televisión británicos como The Word, The Big Breakfast y TFI Friday, comentó en su momento: "No podía entender por qué no había nada similar en la televisión de EE. UU.". Debido a esto, amplió su lista de clientes para incluir compañías de producción británicas como Red Production Company, Shed, Wall to Wall, Monkey Kingdom, Maverick, Objective Media Group, Avalon, Ricochet y RDF Media, lo que llevó a UTA a convertirse en "la agencia preferida de los productores independientes del Reino Unido". En 2005, Colin Robertson, de Broadcast, describió a Coelen como "un tipo sorprendentemente joven que parece preferir estar sobre una tabla de surf antes que en una oficina con aire acondicionado; es un gran admirador de los productores británicos".
Coelen también representó a figuras internacionales como Graham Norton, Derren Brown y Jo Frost, y amplió su alcance más allá del Reino Unido, incluyendo a compañías de producción de países como los Países Bajos (Absolutely Independent), Suecia (Strix) y Nueva Zelanda (Julie Christie, Touchdown Television). Coelen comentó: "Hay productores de televisión inteligentes en todos los mercados del mundo. Estados Unidos ya no tiene el control absoluto sobre esto".
La lista de clientes de Coelen también incluía a figuras estadounidenses como Jessica Simpson, Ryan Seacrest, Pamela Anderson, la presentadora de Trading Spaces Paige Davis, Ken Jennings de Jeopardy, Carmen Electra, Michael Weatherly y Paget Brewster.
Durante su tiempo en UTA, Coelen colaboró en la creación de más de cincuenta proyectos, entre los que se incluyen Wife Swap, Supernanny, Average Joe, The Simple Life, Newlyweds: Nick and Jessica, Worst Case Scenario, The Residents, Stripperella y Law & Order: Crime & Punishment (en colaboración con el cliente de la agencia Dick Wolf).
Como agente, Coelen concibió la idea de The Surreal Life y presentó a sus clientes Mark Cronin y Cris Abrego (junto con Rick Telles, quien era entonces socio de Abrego) la idea, sugiriéndoles que la utilizaran como un proyecto conjunto. El programa fue vendido inicialmente a WB y, posteriormente, a VH1.

### RDF Estados Unidos
En 2006, Coelen se incorporó a RDF como CEO de RDF USA, una de las compañías que había sido cliente suyo en UTA. Coelen comentó: "Como agente, no puedes producir... Lo que me atrajo fue la oportunidad de ser una parte esencial de este negocio, de estar en el mismo equipo que las personas a las que representaba".
Coelen fue contratado por Stephen Lambert, director creativo de RDF, y David Frank, director ejecutivo de la empresa. Se le asignó la tarea de expandir el negocio de RDF en América del Norte, convirtiéndose en el primer empleado corporativo de la compañía en los EE. UU. Durante su tiempo en RDF, supervisó y vendió más de 30 programas a cadenas y canales de cable estadounidenses, entre ellos Wife Swap, Secret Millionaire, Don't Forget the Lyrics, Hitched or Ditched, Addicted to Beauty, Find My Family, How to Look Good Naked, The Two Coreys, Hardcore Pawn y One Big Happy Family.
Durante su tiempo en RDF, Coelen amplió las operaciones de la empresa al crear una división de gestión, llamada Pangea Management Group. En junio de 2007, Pangea estableció una alianza con Bravo para gestionar las carreras de los talentos de sus programas de telerrealidad, con el objetivo de ayudar a impulsar sus trayectorias profesionales. Al anunciar el acuerdo, Frances Berwick, gerente general de Bravo, explicó que la cadena decidió asociarse con Pangea debido a la demanda que recibían de anunciantes y cadenas que buscaban expertos, apariciones públicas y productos de consumo para los concursantes. Lauren Zalaznick, presidenta de Bravo, destacó que, aunque la televisión seguía siendo clave para ellos, Bravo Media extendía su contenido y marca a todas las plataformas para adaptarse al estilo de vida de sus entusiastas seguidores. Coelen comentó: "Bravo es realmente inteligente y vanguardista" y añadió que era una excelente forma de aprovechar la marca de los programas. Los clientes de Pangea incluían chefs como Richard Blais y Brian Malarkey.
En julio de 2007, Don't Forget the Lyrics se estrenó en Fox y se convirtió en el programa número uno en su franja horaria. 
En diciembre de 2008, se estrenó Secret Millionaire en Fox, un programa en el que hombres y mujeres adinerados viven de incógnito en vecindarios comunes y corrientes, decidiendo si donan hasta 100.000 dólares de su propio dinero a residentes que consideran merecedores. Coelen logró vender una segunda temporada del programa a ABC en 2009.
En 2009, Omnicom Media Group y RDF formaron una "empresa estratégica única" en la que RDF se convirtió en el socio exclusivo de OMG para la creación de contenido en todas las áreas, excepto en programación deportiva y para minorías. Como parte de esta iniciativa, RDF adquirió una participación mayoritaria en Full Circle Entertainment, dirigida por el veterano de la industria del entretenimiento de marca, Robert Riesenberg, quien reportaba directamente a Coelen. Coelen comentó: "El objetivo principal del acuerdo es la creación de contenido. Con todos los cambios que están ocurriendo en el negocio (la economía, el impacto de TiVo y la disminución de la audiencia), el papel del anunciante nunca ha sido más crucial". Steve Grubbs, director ejecutivo de la división de entretenimiento y deportes de Omnicom Media Group, señaló: "Esta asociación con RDF nos proporciona una conexión directa con una importante empresa de producción y distribución, lo que nos permitirá crear contenido que vincule directamente las marcas de nuestros clientes con dicho contenido".
En 2009, RDF amplió las responsabilidades de Coelen y lo nombró Director del Grupo de América del Norte.
En 2009, TV Week incluyó a Coelen en su lista de los "12 a tener en cuenta", reconociendo su impacto en la industria de los medios, junto a figuras como Oprah Winfrey, Jason Kilar, Les Moonves, Jay Leno y Barack Obama.
Coelen dejó RDF en diciembre de 2009, en medio de informes sobre un desacuerdo con la dirección en el Reino Unido.

### Kinetic Content
En marzo de 2010, Coelen fundó Kinetic Content, financiando personalmente la empresa, y anunció su lanzamiento oficial en abril de 2010 en MIPTV, en Cannes. Coelen comentó que su visión para la empresa era que estuviera "dirigida creativamente y fuera muy, muy sólida desde una perspectiva creativa".
Coelen firmó de inmediato acuerdos exclusivos de programación con las emisoras británicas Channel 4 y STV, además de establecer asociaciones exclusivas con la nueva empresa del creador de Survivor, Charlie Parsons, y con la compañía holandesa Absolutely Independent.
En septiembre de 2010, Coelen vendió el 51% de Kinetic a ProSiebenSat.1 Media, el segundo grupo de radiodifusión más grande de Europa. Esta transacción permitió a Kinetic acceder a 30 redes en 16 países, incluidos Alemania, Bélgica, Dinamarca, Finlandia, Países Bajos, Suecia y Noruega, y la empresa pasó a formar parte del Red Arrow Entertainment Group.
En 2011, Coelen lideró el Consejo Asesor del Factual Entertainment Forum, que fue el precursor de la conferencia de la industria de los medios Realscreen West, junto con Rob Sharenow y Sharon Levy.
A finales de 2011, Coelen lanzó la primera serie de transmisión en cadena de Kinetic, You Deserve It, en colaboración con el creador de Deal or No Deal, Dick de Rijk. You Deserve It se emitió en ABC y fue presentado por Chris Harrison.
En enero de 2012, Coelen se asoció con Betty White para lanzar Betty White's Off Their Rockers en NBC, un programa basado en el formato belga Benidorm Bastards.
En enero de 2013, The Taste se estrenó en ABC. Coelen se asoció con sus compañeros productores ejecutivos Anthony Bourdain y Nigella Lawson para vender el programa, y construyó el formato de competencia culinaria alrededor de Bourdain. Coelen y su equipo lograron integrar anunciantes como Hellmann's/Best Foods y Ford, así como socios comerciales como Williams-Sonoma, Whole Foods Market, Alamos y Southwest Airlines. Con chefs como Ludo Lefebvre, Marcus Samuelsson, Brian Malarkey, José Andrés, entre otros, The Taste se emitió durante tres temporadas en ABC, y el formato fue producido para Channel 4 en el Reino Unido en 2014.
En mayo de 2014, con Coelen como productora ejecutiva, Little Women: LA se estrenó en Lifetime, logrando altos índices de audiencia y siendo reordenada de inmediato. El programa finalmente duró ocho temporadas y generó varios spin-offs, incluyendo Little Women: Atlanta, de alto rendimiento, Little Women: New York, Little Women: Dallas y Terra's Little Family.
En julio de 2014, Married at First Sight se estrenó en la red fyi, alcanzando índices de audiencia récord y siendo trasladado de inmediato a las redes más grandes de AETN.
En 2018, Coelen creó Love Is Blind y lo vendió a Netflix.
En 2019, Red Arrow adquirió la totalidad de Kinetic, y Coelen renovó su contrato para seguir como director ejecutivo de la empresa.
En febrero de 2020, Love Is Blind se estrenó y rápidamente se convirtió en el programa número 1 en la plataforma. Alex Abad-Santos, de VOX, escribió: "Según Netflix, es el programa más visto actualmente en Estados Unidos. Los concursantes de Love Is Blind, con sus logros y fracasos, se han convertido en tema de conversación nacional".
En agosto de 2020, Married at First Sight recibió un pedido garantizado de seis temporadas de Lifetime, lo que fue considerado uno de los "pedidos más grandes de la historia" para un programa de televisión.

## Enfoque de producción
Kathryn VanArendonk, de Vulture, afirma que "Coelen insiste en que Love Is Blind es más un experimento que un programa de telerrealidad tradicional. Su estructura es más flexible: no hay resultados predefinidos ni guionizados, y los participantes regresan a sus ciudades natales para pasar tiempo con sus amigos y familiares. Hay menos escenarios preestablecidos e interacciones organizadas, ya que las cámaras simplemente siguen a los participantes. Las conversaciones surgen de manera más orgánica, y Coelen asegura que los productores intentan no intervenir".

## Recepción

### Audiencia
En 2022, Coelen logró que dos de sus series alcanzaran el puesto número 1 en el ranking de Netflix en Estados Unidos (Love Is Blind y The Ultimatum: Marry or Move On), convirtiéndose en uno de los tres únicos productores en lograr esta hazaña (junto a Shonda Rhimes y Ryan Murphy). En 2023, Coelen tuvo otras dos series que también alcanzaron el puesto número 1 en Netflix en EE. UU. (Perfect Match y Love Is Blind).
Las series de Coelen (Love Is Blind, The Ultimatum y Married at First Sight) estuvieron un total de 145 días en el Top Ten de Netflix en Estados Unidos en 2022, más que la producción combinada de cualquier otro productor, con o sin guion (salvo Cocomelon, que estuvo 147 días).
Las series de Coelen acumularon más de 550 millones de horas de visualización combinadas en todo el mundo en Netflix en 2022, superando a todos los productores, excepto a Shonda Rhimes, Ryan Murphy y los equipos detrás de Ozark, Stranger Things y Wednesday.
En la primera mitad de 2023, cuatro series independientes de Coelen llegaron al Top Five de Netflix en Estados Unidos (Love Is Blind, Perfect Match, The Ultimatum: Queer Love y la adquisición de Married at First Sight por parte de Netflix).
Love Is Blind es la serie sin guion más exitosa en la historia de Netflix y, en los 18 meses previos a julio de 2023, pasó más días (131) en el top 10 de Netflix Estados Unidos que cualquier otra serie original, ya sea con guion o sin guion. Según Nielsen, Love Is Blind acumuló 13.1 mil millones de minutos vistos en 2022, más que cualquier otra serie sin guion en cualquier plataforma, ya sea digital o lineal. The Ultimatum y Perfect Match, ambas de Coelen, se posicionan como el segundo y tercer programa sin guion más popular en la historia de Netflix.
Perfect Match alcanzó el puesto número uno de Netflix en 37 territorios de todo el mundo. 
Married at First Sight de Coelen ha sido el programa más visto en Lifetime desde su estreno, y su programa complementario Married at First Sight: Afterparty es el segundo más popular de la cadena. Married at First Sight ha superado en audiencia a todos los demás programas de Lifetime en un 80%. Cada temporada de Married at First Sight adquirida por Netflix ha alcanzado el top cinco del ranking en Estados Unidos.

### Respuesta crítica e impacto en la industria
Daniel D'Addario, de Variety, sostiene que "las series del mismo creador, Chris Coelen... se han convertido en los nuevos referentes de la telerrealidad romántica" y que "Love Is Blind y The Ultimatum... presentan premisas de alto concepto y una habilidad para seleccionar personajes que existen más allá de las conversaciones sobre la conexión. Los programas de Coelen avanzan desde conceptos relativamente simples hasta comportamientos extremos, todo porque los concursantes son (o parecen ser) dejados a su suerte". D'Addario también menciona que los programas de Coelen "se sienten frescos" porque tienen "una relación abierta con su formato. Las series de Coelen se sitúan en un lugar más inestable, utilizando las herramientas de la realidad (grandes ideas organizadoras, personas en sintonía con lo dramático) para crear escenarios que se asemejan a nuestro mundo".
Lucas Shaw, de Bloomberg, escribió que el codirector ejecutivo de Netflix, Ted Sarandos, ha elogiado la calidad de los programas de Coelen, diciendo: "La verdadera medida de calidad es, si te encanta un programa de citas, hazlo tan bueno como The Ultimatum, hazlo tan bueno como Love Is Blind. No hay diferencia en la televisión de calidad de prestigio en cada uno de estos géneros, siempre y cuando se ejecuten bien".
Laura Bradley, de The Daily Beast, afirma: "El productor ejecutivo Chris Coelen lidera un pequeño imperio de programas de citas de alto concepto, tanto en Netflix (Love Is Blind y The Ultimatum: Marry or Move On) como en otras plataformas con programas como Love for the Ages de Peacock, donde parejas de mediana edad en una encrucijada en sus relaciones intercambian cónyuges. Perfect Match puede que no sea su trabajo más visionario (ese es Love Is Blind) ni el más diabólico (ese es definitivamente The Ultimatum), pero probablemente sea el más agradablemente desenfadado".
Tara Ariano, de Vanity Fair, sostiene que Coelen y Kinetic han creado su propia "categoría de programas románticos", con Married At First Sight de Lifetime, Love Is Blind de Netflix, The Ultimatum: Marry Or Move On y Perfect Match.
Emily Longeretta, de Variety, escribe que Coelen es un "innovador probado en el género de la telerrealidad" y que "su pasión por la narrativa es lo que ha consolidado a Kinetic como uno de los mejores". Longeretta destacó que, hasta 2023, "en los últimos 12 años, solo cuatro éxitos globales en formato sin guion han generado múltiples versiones internacionales localizadas en un idioma extranjero, al mismo tiempo que alcanzaron el número 1 en su plataforma en su temporada más reciente: Married at First Sight, Love Is Blind, The Ultimatum: Marry or Move On y The Masked Singer. Chris Coelen, director ejecutivo de Kinetic Content, creó y fue productor ejecutivo de las tres primeras de esas cuatro series".
Natalie Jarvey, de Vanity Fair, citó al ejecutivo de Netflix, Brandon Riegg, diciendo que los programas de Coelen son "los programas de citas más importantes de la televisión estadounidense" y, en relación con Love Is Blind, afirmó que "no se puede exagerar el impacto que ese programa ha tenido... en Netflix y, diría yo, en la televisión en general".

### Diversidad
Ryan Gajewski, de The Hollywood Reporter, citó a Coelen diciendo: "Durante mucho tiempo, nuestros programas han sido de los más diversos en la televisión, tanto con guion como sin él, y esto comenzó con la primera temporada de Married at First Sight. En nuestros programas, hemos mostrado una gran diversidad en términos de antecedentes, estatus socioeconómico, identidad sexual, etnia y geografía. The Ultimatum: Queer Love es absolutamente increíble. Estoy muy orgulloso de lo que estamos logrando en ese programa. Una de las razones por las que me entusiasma tanto hacer tantos programas de este tipo es que hay mucho más que nos une que lo que nos separa".
Tilly Pearce, de Digital Spy, escribió sobre Perfect Match de Coelen, señalando que presenta "quizás una de las conversaciones más importantes y únicas sobre el amor queer que se ha visto en la telerrealidad en los últimos años... y el hecho de que Perfect Match muestre estas conversaciones al mundo es lo que lo diferencia de otros programas de citas. Las diversas representaciones de Perfect Match sobre el amor queer, la bisexualidad y los sentimientos complejos que pueden o no acompañar a esas identidades ofrecen una perspectiva refrescante, sorprendentemente profunda y muy necesaria. También presenta ejemplos positivos de cómo ser un aliado para los seres queridos que necesitan esa tranquilidad y apoyo".
Trish Bender, de The New York Times, comentó sobre El Ultimátum: Amor Queer, señalando que este reality show de citas de éxito de Netflix fue pionero al centrarse exclusivamente en parejas queer y no binarias. Coelen expresó su esperanza de que, debido a su cercanía y especificidad, el programa ayude a reducir las barreras entre las personas. Bender agregó: "En general, Queer Love ha tenido una buena acogida y ha generado muchos memes, siendo elogiado por guionistas y espectadores por brindar a las mujeres queer y a las personas no binarias la oportunidad de ver sus propias relaciones reflejadas en una plataforma enorme como Netflix".

## Reconocimientos
En 2020, 2022 y 2023, Chris Coelen fue nominado a un premio Emmy como productor ejecutivo de Love Is Blind en la categoría de Programa de Realidad Estructurada Destacado. Esta nominación subraya el impacto y el éxito del programa dentro del mundo de la telerrealidad.
Chris Coelen ha ganado cuatro premios Critic's Choice al Mejor Programa de Relaciones:
- 2019: Married at First Sight
- 2020: Love Is Blind
- 2022: Love Is Blind
- 2023: Love Is Blind

Estos premios reflejan el impacto y el éxito continuos de los programas de Coelen, especialmente Love Is Blind, que ha sido una de las series más aclamadas en la categoría de telerrealidad romántica.
Chris Coelen también ha recibido diversas nominaciones y premios en reconocimiento a su trabajo:
- 2020: Nominado a un Premio Grierson al Mejor Documental de Entretenimiento por Love Is Blind.
- 2020: Nominado a un Premio People's Choice por The Bingeworthy Show.
- 2021: Nominado a un Premio MTV Movie & TV al Mejor Programa de Citas por Love Is Blind.

Estas nominaciones resaltan el impacto que han tenido los programas de Coelen en la industria de la telerrealidad y en las plataformas de streaming. ¡Un verdadero líder en el género! Si te interesa algún otro detalle, no dudes en preguntar.
En 2023, The Hollywood Reporter nombró a Coelen como "Jugador Poderoso Sin Guión del Año". 

## Vida personal
Coelen conoció a su esposa en una cita a ciegas;  tienen cuatro hijos.  